# Ganymedes
För andra betydelser, se Ganymedes (olika betydelser).

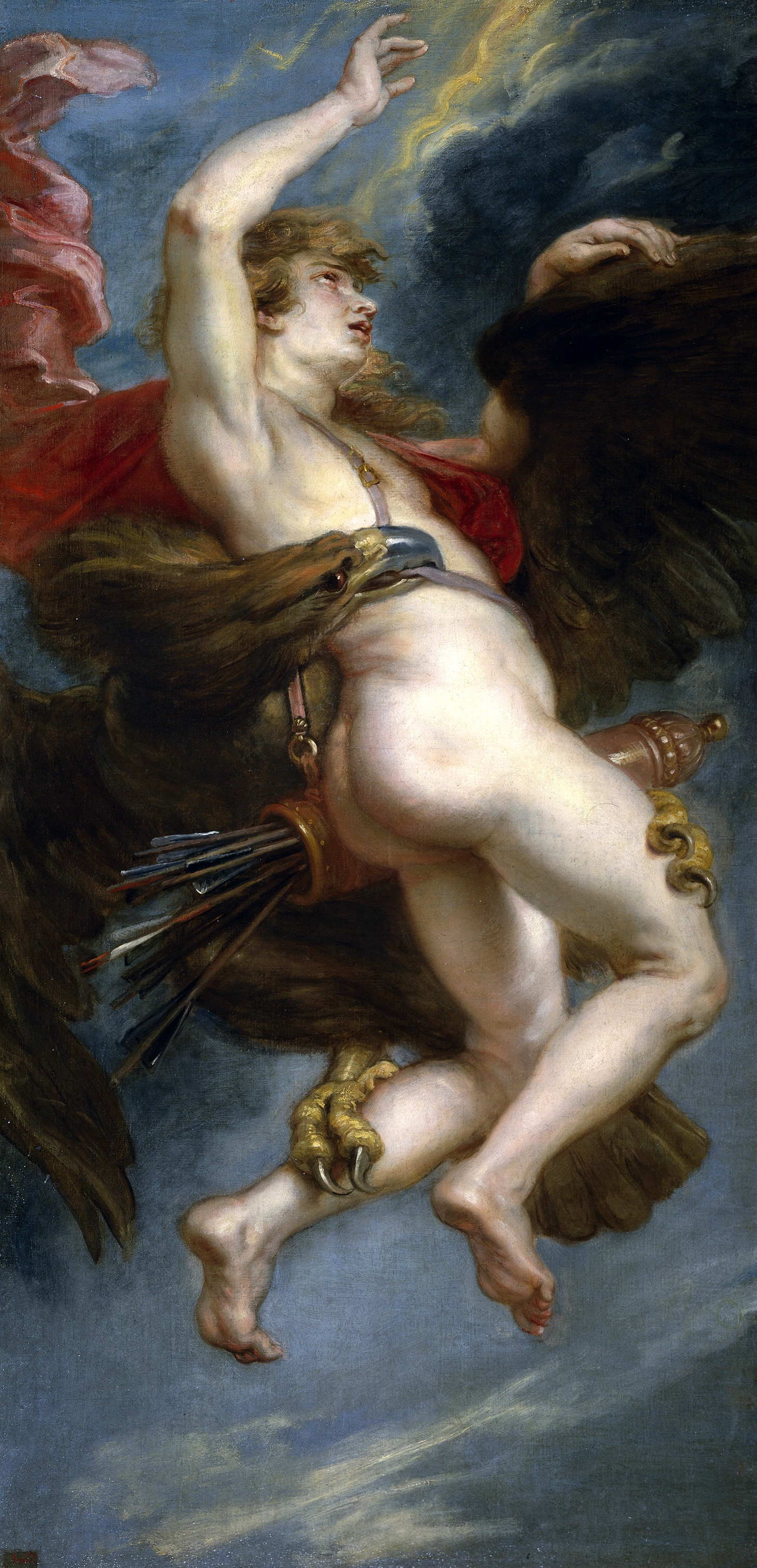
Ganymedes förs bort, målning av Peter Paul Rubens.

I grekisk mytologi var Ganymedes (grekiska: Γανυμήδης, Ganumēdēs) en gudomlig hjälte vars hemland var Troas. Han var en trojansk prins, son till kung Tros av Dardania, och till Callirrhoe.
Ganymedes var den vackraste av alla dödliga. Han fördes därför bort från jorden för att leva med gudarna och betjäna dem som munskänk. Enligt en yngre saga var det Zeus som valde ut Ganymedes till sin älskling och rövade bort honom i gestalt av en örn. Det var vanligt att man ansåg att Zeus och Ganymedes hade ett erotiskt förhållande.
Då Ganymedes i egenskap av munskänk ofta avbildas med ett dryckeskärl i handen, har detta förmodligen givit anledning till att han ibland sammankopplas dels med Vattumannens stjärnbild, dels med Nilkällornas gudomlighet.
Ganymedes med örnen var ett ofta använt motiv i antikens konst. Mest bekant är en bronsgrupp av Leochares, av vilken en antik avbildning i marmor förvaras i Vatikanens museum. Den skildrar det ögonblick då Ganymedes, som avbildas som herde, lyfts upp från jorden av örnen. Ett annat under forntiden ofta förekommande och i senare tid av Bertel Thorvaldsen använt motiv är Ganymedes framräckande ett dryckeskärl åt örnen.